# Plebejus hypochiona
Plebejus hypochiona är en fjärilsart som beskrevs av Jules Pièrre Rambur 1858. Plebejus hypochiona ingår i släktet Plebejus och familjen juvelvingar. Inga underarter finns listade i Catalogue of Life.